# Laura Laurenzi
Laura Laurenzi (Roma, 15 novembre 1952) è una scrittrice e giornalista italiana.

## Biografia
Nata a Roma nel 1952, dopo la laurea in lingue e letterature straniere alla Sapienza, è entrata nella redazione de la Repubblica nel 1982.
Figlia del giornalista Carlo Laurenzi e di Elma Baccanelli, ha esordito nel 1987 con Vita da ricchi e da allora ha pubblicato altre 7 opere di costume e biografiche dedicate spesso al mondo dell'altà società.
Con il suo ultimo libro, La madre americana, romanzo di formazione ambientato nella Roma del miracolo economico italiano incentrato sulla vita della madre, ha vinto il Premio letterario Elba nel 2019.
Collaboratrice del National Geographic Magazine e de Il Venerdì di Repubblica, è stata giornalista di costume de Il Giorno per un quinquennio ed è stata sposata con lo scrittore Enzo Bettiza.

## Opere

### Saggi e biografie
- Vita da ricchi, Milano, Rizzoli, 1987 ISBN 88-17-53409-9.
- Peccati di gala, Milano, Rizzoli, 1989 ISBN 88-17-53246-0.
- Amori e furori, Milano, Rizzoli, 2000 ISBN 88-17-25912-8.
- The cal. Calendario Pirelli: dagli anni Sessanta al Duemila, Milano, Rizzoli, 2000 ISBN 88-17-86599-0.
- Infedeli, Milano, Rizzoli, 2002 ISBN 88-17-86971-6.
- Liberi di amare: grandi passioni omosessuali del Novecento, Milano, Rizzoli, 2006 ISBN 88-17-01037-5.
- Il giorno più bello: i matrimoni del secolo, Milano, Rizzoli, 2008 ISBN 978-88-17-02371-9.
- Smeraldi a colazione con Marta Marzotto, Milano, Cairo, 2016 ISBN 978-88-6052-635-9.

### Romanzi
- La madre americana, Milano, Solferino, 2019 ISBN 978-88-282-0116-8.

## Premi e riconoscimenti
- Premio Geraldini: 2008[8]
- Premio letterario Elba: 2019 vincitrice con La madre americana